# Дольне Кочковце
Дольні Кочковці (словац. Dolné Kočkovce / Дольне Кочковце) — село, громада округу Пухов, Тренчинський край. Кадастрова площа громади — 6.12 км².
Населення 1214 осіб (станом на 31 грудня 2020 року).

## Історія
Дольні Кочковці згадують 1332 року.

## Населення
| Рік:            | 1994. | 2004.   | 2014.   | 2024.   |
| --------------- | ----- | ------- | ------- | ------- |
| Кількість осіб: | 1158  | 1196    | 1226    | 1177    |
| Різниця:        |       | +3,28 % | +2,50 % | -3,99 % |

| Рік:            | 2023. | 2024.   |
| --------------- | ----- | ------- |
| Кількість осіб: | 1176  | 1177    |
| Різниця:        |       | +0,08 % |